# Ouadda Airport
Ouadda Airport är en flygplats i Centralafrikanska republiken.   Den ligger i prefekturen Haute-Kotto, i den centrala delen av landet, 600 km nordost om huvudstaden Bangui. Ouadda Airport ligger 757 meter över havet.
Terrängen runt Ouadda Airport är platt, och sluttar österut. Trakten runt Ouadda Airport är nära nog obefolkad, med mindre än två invånare per kvadratkilometer.. Närmaste större samhälle är Ouadda, 7,5 km norr om Ouadda Airport.
I omgivningarna runt Ouadda Airport växer huvudsakligen savannskog.